# Estornell d'Abbott
L'estornell d'Abbott (Poeoptera femoralis) és una espècie d'ocell de la família dels estúrnids (Sturnidae) que habita els boscos de muntanya de Kenya i Tanzània. El seu estat de conservació es considera en perill d'extinció.
El nom comú d'Abbott fa referència al naturalista nord-americà William Louis Abbott (1860-1936).